# Proelectrotermes
Proelectrotermes (лат.) — ископаемый род термитов из семейства Kalotermitidae. Известно 5 видов из фоссилий Европы, Азии и Северной Америки. в эоценовых янтарях. Впервые представители рода были обнаружены в 1856 году в балтийском янтаре (ныне Калининградская область, Россия, около 38 млн лет).

## Описание
Антенна имаго с 19—20 члениками. Глаза крупные; диаметр 0,52 мм. Оцеллий расположен в 0,03 мм от к глаза. Переднеспинка шире головы; передний край вогнут. Переднее крыло со всеми основными жилками, выходящими самостоятельно на крыловой шов; радиус (R1) простой; медиум слабый, проходит немного ближе к радиальному сектору, чем к кубитусу. Формула голенных шпор 3:3:3. Передние голени без дополнительных шипов; средние голени с двумя шипами по наружному краю и одним шипом по внутреннему краю около вершинной шпоры; задние голени с одним внутренним шипом. Аролиум присутствует.

## Систематика
Род Proelectrotermes, был впервые выделен в 1913 году для вида †Calotermes (Proelectrotermes) berendtii Pictet, 1856 из балтийского янтаря («Prussia») в статусе подрода Calotermes (Electrotermes) Rosen, 1913. Включает 5 видов.
- †Proelectrotermes berendtii (Pictet, 1856)[5] — балтийский янтарь
  - = †Calotermes berendtii (Pictet & Hagen, 1856)
  - = †Termes berendtii Pictet, 1856
- †Proelectrotermes fodinae (Scudder, 1883)[6] — США, Колорадо, Флориссант
  - =†Parotermes fodinae Scudder, 1883
- †Proelectrotermes holmgreni Engel, Grimaldi & Krishna, 2007[7] — бирманский янтарь
- †Proelectrotermes roseni (L.Armbruster, 1941)[8] — Randeck Maar (миоцен, около Штутгарта, Германия)
  - =†Calotermes frischi Armbruster, 1941
  - =†Calotermes roseni L.Armbruster, 1941
- †Proelectrotermes swinhoei (Cockerell, 1916)[9] — бирманский янтарь
  - =†Kalotermes swinhoei (Cockerell, 1916)
  - =†Termopsis swinhoei Cockerell, 1916